# Route nationale M3 (Monténégro)
La route nationale M3 (en monténégrin:Magistralni put M-3) est une route nationale du Monténégro.

## Description
La route nationale M3 relie la capitale du Monténégro Podgorica à Nikšić et à la frontière avec la Bosnie-Herzégovine à Šćepan Polje au sud de Foča. 
La longueur de la route est de 134 kilomètres. 
La M3 est un tronçon de la route européenne 762.
La M3 suit le tracé de l'ancienne M18 depuis Šćepan Polje dans la vallée de la rivière Piva  via Plužine et Nikšić, la deuxième plus grande ville du Monténégro, jusqu'à Danilovgrad. 
De Danilovgrad, la route continue jusqu'à Podgorica en croisant la M2. 
La route est prolongée par la  M4 jusqu'au lac Skadar à la frontière entre l'Albanie et le Monténégro.

## Tracé
| Km     | Villes                 | Carte interactive |
| ------ | ---------------------- | ----------------- |
| 0 km   | Šćepan Polje Frontière |                   |
| 10 km  | Mratinje               |                   |
| 26 km  | Plužine                |                   |
| 24 km  | Pont du Lac Piva (en)  |                   |
| 65 km  | Jasenovo Polje         |                   |
| 72 km  | Vir                    |                   |
| 82 km  | Nikšić                 |                   |
| 95 km  | Cerovo                 |                   |
| 114 km | Danilovgrad            |                   |
| 134 km | Podgorica              |                   |